# Sardou 66
Albums de Michel Sardou
Bercy 89 Le Privilège
Sardou 66 est le dix-septième album studio de Michel Sardou paru chez Tréma en 1989. Il regroupe la reprise de dix de ses chansons sorties entre 1966 et 1968, que Michel Sardou réenregistre au Studio Guillaume Tell sur de nouveaux arrangements.

## Historique

### Autour de l'album
- Référence originale : Tréma 710 299[1]

## Titres
| No  | Titre                      | Paroles                       | Musique               | Auteur | Durée |
| --- | -------------------------- | ----------------------------- | --------------------- | ------ | ----- |
| 1.  | Tu as changé               | Michel Sardou                 | Jacques Revaux        |        | 3:07  |
| 2.  | Le Centre du Monde         | Michel Sardou                 | Jean-Pierre Bourtayre |        | 3:02  |
| 3.  | Si j'avais un frère        | Michel Sardou                 | Jacques Revaux        |        | 3:11  |
| 4.  | Les Dessins                | Michel Sardou                 | Guy Magenta           |        | 2:37  |
| 5.  | Petit                      | Michel Sardou                 | Jacques Revaux        |        | 2:57  |
| 6.  | Folk Song Melody           | Michel Sardou                 | Jacques Revaux        |        | 2:19  |
| 7.  | Je ne t'ai pas trompée     | Michel Sardou - Patrick Larue | Jacques Revaux        |        | 2:40  |
| 8.  | Raconte une histoire       | Michel Sardou - Patrick Larue | Jacques Revaux        |        | 2:53  |
| 9.  | Les Ricains                | Michel Sardou                 | Guy Magenta           |        | 2:15  |
| 10. | Nous n'aurons pas d'enfant | Michel Sardou                 | Jacques Revaux        |        | 2:40  |

## Crédits
- Arrangements : Roger Loubet (titres 1 à 4 et 6 à 10) et Pascal Stive (titres 2 et 5)
- Programmation synclavier : Jurgen Frenz
- Ingénieur du son : Roland Guillotel
- Mixage : Roland Guillotel (titres 2 à 10) et Bruno Mylonas (titre 1)
- Production : Jacques Revaux